# راونا بانگا
راونا بانگا (به صربی: Ravna Banja) یک منطقهٔ مسکونی در صربستان است که در مدوجا واقع شده‌است. راونا بانگا ۳۶۴ نفر جمعیت دارد.